# سرگئی مامیکونیان
سرگئی وارطانی مامیکونیان (ارمنی: Սերգեյ Վարդանի Մամիկոնյան؛  زادهٔ ۲۰ مهٔ ۱۹۰۸ - درگذشته ۱۹۸۷) دانشمند اهل ارمنستان بود.

## زندگی‌نامه
وی در ۲۰ مهٔ ۱۹۰۸ در شوشی به دنیا آمد و از دانشگاه فنی دولتی بائومن مسکو فارغ‌التحصیل گشت. همچنین برندهٔ جوایزی همچون نشان برجسته افتخار، نشان لنین، نشان پرچم سرخ کار، نشان ستاره سرخ، جایزه دولتی اتحاد شوروی (۱۹۷۳) و Պատվավոր ռադիստ
 شده است. وی در ۱۹۸۷ در سن ۷۹ سالگی در مسکو درگذشت.

## یادداشت
1. ↑  տեխնիկական գիտությունների դոկտոր